# Als het een roos mocht zijn
Als het een roos mocht zijn is een hoorspel naar een blijspel van Dario Niccodemi. Het werd in Duitsland op 16 augustus 1949 als Tageszeiten der Liebe door de RIAS (Rundfunk im amerikanischen Sektor Berlins) uitgezonden. De VARA bracht het op woensdag 19 oktober 1960. De bewerking was van Roberto Rietti en de vertaling van D. van Rheden, Dick Visser speelde piano en gitaar, de regisseur was S. de Vries jr. Het hoorspel duurde 60 minuten.

## Rolbezetting
- Els Buitendijk (Anna)
- Jan Borkus (Mario)
- Tine Medema, Joke Hagelen, Huib Orizand, Donald de Marcas & Nel Snel (verdere medewerkenden)

## Inhoud
Het is het oude verhaal, dat de liefde graag via sluipwegen in de vestingen van vrouwelijke harten binnendringt. Alle muren lijken nog onwankelbaar, en toch is de aanvaller al lang binnengedrongen. De verborgen signalen van de trillende stem en de neergeslagen ogen hebben het contact met de geliefde vijand reeds tot stand gebracht alvorens ook maar kan worden gedacht aan officiële onderhandelingen in verband met de overgave. Bovendien zijn er Trojaanse paarden die slechts zelden in gebreke blijven. Een man in gevaar bijvoorbeeld is een interessante man; als hij daarenboven voor de geliefde het hoofd biedt aan het gevaar, is de capitulatie nabij. Slaagt hij er evenwel zelfs in, medelijden en jaloezie in de vesting te doen ontstaan, dan kan aan de overwinning niet meer getwijfeld worden. De mogelijkheid bestaat evenwel ook, dat de belegerde met dezelfde wapens strijdt. Dan kunnen beiden niet méér doen dan gewillig over alle eigen en vreemde voetangels heen elkaar in de armen te strompelen…